# 假鹰爪
假鹰爪（学名：Desmos chinensis）为番荔枝科假鹰爪属的植物。分布在印度尼西亚、印度、菲律宾、马来西亚、柬埔寨、越南、新加坡、老挝以及中国大陆的云南、广西、广东、贵州等地，生长于海拔160米至1,500米的地区，一般生长在丘陵山坡、低海拔旷地、林缘灌木丛中、荒野及山谷等地，目前尚未由人工引种栽培。

## 别名
山指甲（中国植物学杂志）；狗牙花（经济植物手册）；酒饼叶、酒饼藤（海南）；鸡脚趾（广东东莞、惠阳）；鸡爪枝（广东阳春）；爪芋根（广东英德）；鸡爪叶（广东高要）；鸡爪笼（广东惠来）；鸡爪木（广西桂平、平南）；鸡爪风（广西陆川、博白）；鸡爪枝（广西北流、陆川）；鸡爪根、鸡爪香（广西桂林）；鸡爪珠（广西南宁）；鸡肘风（广西玉林）；鸡香草（广西大新）；灯笼草（广西天等）；五爪龙（广西西林）；双柱木（广西平南）；黑节竹（广西梧州）；碎骨藤（广西藤县）；复轮藤（广西武鸣）；波蔗、朴蛇（广西龙州）；半夜兰（全国中草药汇编）